# ロビー・ブレイディ
ロバート・"ロビー"・ブレイディ（Robert "Robbie" Brady, 1992年1月14日 - ）は、アイルランド共和国ダブリン出身のプロサッカー選手。アイルランド代表。プレストン・ノースエンドFC所属。ポジションはミッドフィールダー。

## クラブ経歴

### マンチェスター・ユナイテッド
2008年からマンチェスター・ユナイテッドFCのユースチームに所属し、2011年にトップチーム昇格した。

### ハル
7月19日、フットボールリーグ・チャンピオンシップのハル・シティAFCにレンタル移籍した。8月5日、ブラックプールFC戦でプロデビューを果たした。8月27日、レディングFC戦で初ゴールを記録した。
2013年1月8日、ハル・シティAFCに完全移籍した。
2013年8月24日、プレミアリーグ開幕戦のノリッジ・シティFC戦でPKを決め1-0の勝利に貢献した。しかし1ヶ月後に鼠蹊部の手術を2回受けたため残りのシーズンを全休した。
2014-15シーズンは3得点を挙げたが、チームは降格した。

### ノリッジ
2015年7月29日、ノリッジに3年契約で加入した。2016年3月1日のチェルシーFC戦ではチームメイトのガリー・オニールと衝突し前歯2本を失った。ノリッジは同シーズンを19位に終え降格。ブレイディ自身は連続で2部降格を味わうことになった。
2016-17シーズンはチームに残留。10月1日のウルヴァーハンプトン・ワンダラーズFC戦では25ヤードの距離からゴールを決めた。

### バーンリー
2017年1月31日、レスター・シティFCへの加入が噂された中、同じプレミアリーグのバーンリーFCに1年延長オプション付きの3年半契約を結んで移籍した。移籍金はクラブレコードとなる1300万ポンドと報じられている。
2021年5月27日、バーンリーを契約満了で退団することが発表された。

### ボーンマス
2021年10月18日、AFCボーンマスに加入。2021-22シーズン終了までの契約であるが、延長オプションが付帯している。

### プレストン
2022年7月4日、プレストン・ノースエンドFCに1年契約で移籍した。

## 代表経歴
アイルランド代表として各年代でプレーし、2012年9月11日、オマーン代表戦でA代表デビューを果たし、初得点も記録した。
2015年11月3日、UEFA EURO 2016予選プレーオフのボスニア・ヘルツェゴビナ戦で得点を決め、アイルランド代表の本戦出場に貢献した。
2016年、UEFA EURO 2016では決勝トーナメント1回戦のフランス戦でPKによるゴールを挙げた。

## 個人成績
2017年1月28日現在
| クラブ                       | シーズン | リーグ             | リーグ | リーグ | FAカップ | FAカップ | リーグカップ | リーグカップ | その他 | その他 | 合計 | 合計 |
| クラブ                       | シーズン | リーグ             | 出場   | 得点   | 出場     | 得点     | 出場         | 得点         | 出場   | 得点   | 出場 | 得点 |
| ---------------------------- | -------- | ------------------ | ------ | ------ | -------- | -------- | ------------ | ------------ | ------ | ------ | ---- | ---- |
| マンチェスター・ユナイテッド | 2010-11  | プレミアリーグ     | 0      | 0      | 0        | 0        | 0            | 0            | 0      | 0      | 0    | 0    |
| マンチェスター・ユナイテッド | 2011-12  | プレミアリーグ     | 0      | 0      | 0        | 0        | 0            | 0            | 0      | 0      | 0    | 0    |
| マンチェスター・ユナイテッド | 2012-13  | プレミアリーグ     | 0      | 0      | -        | -        | 1            | 0            | 0      | 0      | 1    | 0    |
| マンチェスター・ユナイテッド | 通算     | 通算               | 0      | 0      | 0        | 0        | 1            | 0            | 0      | 0      | 1    | 0    |
| ハル・シティ                 | 2011-12  | チャンピオンシップ | 39     | 3      | 2        | 0        | 0            | 0            | -      | -      | 41   | 3    |
| ハル・シティ                 | 2012-13  | チャンピオンシップ | 32     | 4      | 1        | 0        | -            | -            | -      | -      | 33   | 4    |
| ハル・シティ                 | 2013-14  | プレミアリーグ     | 16     | 3      | 1        | 0        | 1            | 1            | -      | -      | 18   | 4    |
| ハル・シティ                 | 2014-15  | プレミアリーグ     | 27     | 0      | 1        | 0        | 1            | 1            | 3      | 2      | 32   | 3    |
| ハル・シティ                 | 通算     | 通算               | 114    | 10     | 5        | 0        | 2            | 2            | 3      | 2      | 124  | 14   |
| ノリッジ・シティ             | 2015-16  | プレミアリーグ     | 36     | 3      | 0        | 0        | 0            | 0            | -      | -      | 36   | 3    |
| ノリッジ・シティ             | 2016-17  | チャンピオンシップ | 23     | 4      | 1        | 0        | 2            | 0            | -      | -      | 26   | 4    |
| ノリッジ・シティ             | 通算     | 通算               | 59     | 7      | 1        | 0        | 2            | 0            | -      | -      | 62   | 7    |
| バーンリー                   | 2016-17  | プレミアリーグ     | 0      | 0      | 0        | 0        | 0            | 0            | 0      | 0      | 0    | 0    |
| 総通算                       | 総通算   | 総通算             | 173    | 17     | 6        | 0        | 5            | 2            | 3      | 2      | 187  | 21   |